# Dār Sarā
Dār Sarā (persiska: دار سرا) är en ort i Iran.   Den ligger i provinsen Gilan, i den nordvästra delen av landet, 280 km nordväst om huvudstaden Teheran. Dār Sarā ligger 1 meter över havet och antalet invånare är 624.
Terrängen runt Dār Sarā är huvudsakligen platt, men västerut är den kuperad.Runt Dār Sarā är det tätbefolkat, med 493 invånare per kvadratkilometer. Närmaste större samhälle är Reẕvānshahr, 5,1 km nordväst om Dār Sarā. I omgivningarna runt Dār Sarā växer i huvudsak blandskog.